# Ibrahim Amadou
Ibrahim Amadou, född 6 april 1993 i Douala, är en fransk fotbollsspelare som spelar för Shanghai Shenhua.

## Karriär
Den 2 juli 2018 värvades Amadou av Sevilla, där han skrev på ett fyraårskontrakt. Den 7 augusti 2019 lånades Amadou ut till Norwich City på ett låneavtal över säsongen 2019/2020. Den 31 januari 2020 lånades han istället ut till Leganés på ett låneavtal över resten av säsongen 2019/2020.
Den 5 oktober 2020 lånades Amadou ut till franska Angers på ett låneavtal över resten av säsongen 2020/2021. Den 12 januari 2022 meddelade Sevilla att de kommit överens med Amadou om att bryta hans kontrakt. Samma dag skrev han på ett halvårskontrakt med Metz som innehöll en option på förlängning över ytterligare två säsonger.
Den 1 september 2022 blev Amadou klar för en återkomst i Angers, där han skrev på ett ettårskontrakt. Den 30 mars 2023 värvades Amadou av Chinese Super League-klubben Shanghai Shenhua.